# Betta St. John
Betta St. John, pseudonimo di Betty Jean Striegler (Hawthorne, 26 novembre 1929 – Brighton, 23 giugno 2023), è stata un'attrice statunitense.

## Biografia
All'età di dieci anni la piccola Betty Jean Striegler apparve per la prima volta sul grande schermo nel western Partita d'azzardo (1939), con Marlene Dietrich, in cui cantò il motivo Little Joe. Interpretò successivamente il ruolo di orfanella in Lydia (1941) e in La porta proibita (1943), adattamento del romanzo Jane Eyre di Charlotte Brontë. Scoperta nel 1945 dai compositori Rodgers e Hammerstein, la sedicenne Betta St. John fece il suo debutto a Broadway nel musical Carousel.
Nel 1949 fu scritturata per il ruolo di Liat in un altro celebre musical, South Pacific, con il quale andò in tournée in Inghilterra. A Londra incontrò l'attore britannico Peter Grant e lo sposò il 27 novembre 1952. Negli anni successivi la coppia si divise tra Stati Uniti e Inghilterra, e la St. John partecipò a importanti pellicole quali La tunica (1953), I fratelli senza paura (1953), Il principe studente (1954) e Fratelli messicani (1955), nei quali interpretò personaggi sia aristocratici che esotici, imponendosi per la notevole bellezza.
La sua carriera fu comunque piuttosto breve e toccò il suo apice con la partecipazione a due film incentrati sul personaggio di Tarzan, Tarzan e il safari perduto (1957), girato presso gli studi cinematografici Elstree nel Surrey, e Tarzan il magnifico (1960), in entrambi i quali ebbe come partner Gordon Scott. Nel frattempo era apparsa anche in alcune serie televisive di successo, come Douglas Fairbanks Jr. Presents (1955-1957) e L'uomo invisibile (1959).
Il suo ultimo film fu l'horror La città dei morti (1960), cui fecero seguito due apparizioni nella serie televisiva The Third Man (1965) prima del ritiro definitivo dalle scene per dedicarsi ai tre figli nati dal matrimonio con Peter Grant, con il quale rimase sposata fino alla morte di lui, avvenuta nel 1992.

## Filmografia

### Cinema
- Partita d'azzardo (Destry Rides Again), regia di George Marshall (1939) (non accreditata)
- Waldo's Last Stand, regia di Hal Law e Robert A. McGowan (1940) (con il nome Betty Jean Striegler)
- Lydia, regia di Julien Duvivier (1941) (non accreditata)
- La porta proibita (Jane Eyre), regia di Robert Stevenson (1943) (non accreditata)
- La sposa sognata (Dream Wife), regia di Sidney Sheldon (1953)
- La tunica (The Robe), regia di Henry Koster (1953)
- I fratelli senza paura (All the Brothers Were Valiant), regia di Richard Thorpe (1953)
- Agente federale X3 (Dangerous Mission), regia di Louis King (1954)
- La fortezza dei tiranni (The Saracen Blade), regia di William Castle (1954)
- Il principe studente (The Student Prince), regia di Richard Thorpe (1954)
- La legge contro Billy Kid (The Law vs. Billy the Kid), regia di William Castle (1954)
- Fratelli messicani (The Naked Dawn), regia di Edgar G. Ulmer (1955)
- Alias John Preston, regia di David MacDonald (1955)
- Tarzan e il safari perduto (Tarzan and the Lost Safari), regia di H. Bruce Humberstone (1957)
- Alta marea a mezzogiorno (High Tide at Noon), regia di Philip Leacock (1957)
- Delitto in tuta nera (The Snorkel), regia di Guy Green (1958)
- Prima dell'anestesia (Corridors of Blood), regia di Robert Day (1958)
- Tarzan il magnifico (Tarzan the Magnificent), regia di Robert Day (1960)
- La città dei morti (The City of the Dead), regia di John Llewelleyn Moxey (1960)

### Televisione
- The Vise – serie TV, 1 episodio (1955)
- Il conte di Montecristo (The Count of Monte Cristo) – serie TV, 1 episodio (1956)
- The Errol Flynn Theatre – serie TV, episodio 1x13 (1956)
- Douglas Fairbanks Jr. Presents – serie TV, 3 episodi (1955-1957)
- ITV Play of the Week – serie TV, 2 episodi (1958)
- BBC Sunday-Night Hour – serie TV, 1 episodio (1959)
- L'uomo invisibile (The Invisible Man) – serie TV, 1 episodio (1959)
- Armchair Theatre – serie TV, 1 episodio (1959)
- The Four Just Men – serie TV, 1 episodio (1960)
- International Detective – serie TV, 1 episodio (1960)
- Rendezvous – serie TV, 1 episodio (1960)
- The Third Man – serie TV, 2 episodi (1965)

## Doppiatrici italiane
- Miranda Bonansea in La tunica
- Dhia Cristiani in La sposa sognata
- Maria Pia Di Meo in I fratelli senza paura
- Elda Tattoli in Agente federale X3
- Rina Morelli in Fratelli messicani